# ان‌جی‌سی ۴۳۷
ان‌جی‌سی ۴۳۷ (انگلیسی: NGC 437) نام یک کهکشان عدسی در صورت فلکی ماهی است.